# Врублевский, Владислав
Влади́слав Врубле́вский (пол. Władysław Wróblewski; 21 марта 1875, Краков, Австро-Венгрия — 19 августа 1951, Лодзь, ПНР) — польский государственный и политический деятель, адвокат, профессор Университета Лодзи, премьер-министр Королевства Польского в 1918 году.

## Биография
Представитель дворянского рода Врублевских из исторической области Мазовия.
Изучал право в Ягеллонском университете, имел звание доцента в области государственного управления и административного права Ягеллонского университета в Кракове. Также работал в качестве адвоката и нотариуса.
В период Королевства Польского Врублевский входил в Президиум Регентского совета. В ноябре 1918 года, непосредственно перед объявлением Польшей независимости, исполнял обязанности главы временного правительства в оккупированной во время Первой мировой войны Германией Польши; одновременно обладая портфелем министра иностранных дел. После провозглашения Второй Польской Республики был заменён на посту премьера Игнацы Дашинским. Занимал пост заместителя главы польского правительства, в течение трёх дней в декабре 1919 года вновь возглавлял министерство иностранных дел страны.
Позднее был послом Польши в Великобритании и США, в 1929—1936 годах занимал пост главы Государственного банка Польши. Стал одним из авторов Конституции 1921 года. Брат Владислава Врублевского, Станислав, также был известным польским политиком.

## Награды и звания
Кавалер Командорского креста со звездой ордена Возрождения Польши.